# Sinfonía n.º 76 (Haydn)

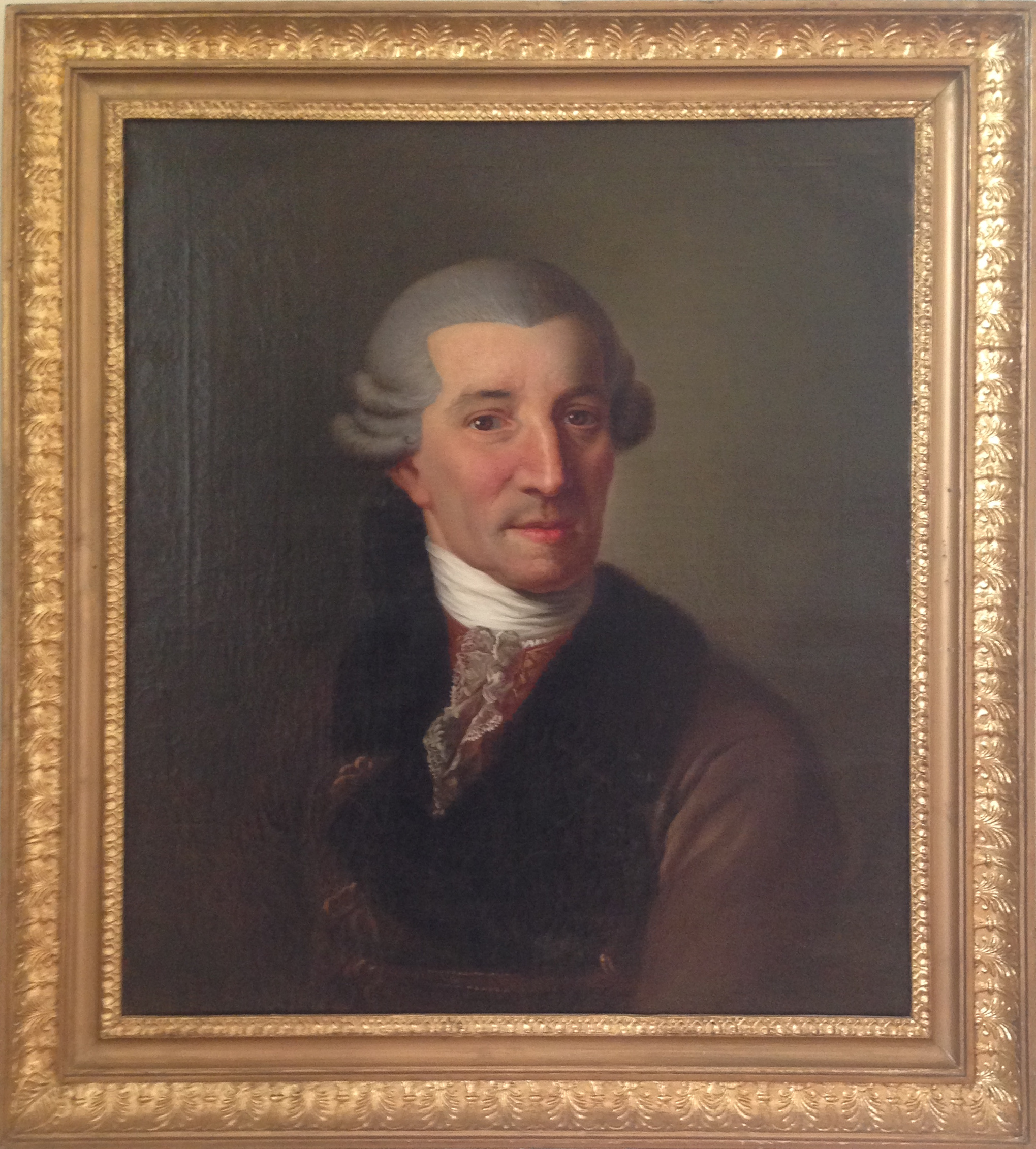
Haydn en 1785.

La Sinfonía n.º 76 en mi bemol mayor, Hob. I:76 fue compuesta por Joseph Haydn en 1782.

## Historia
La producción sinfónica del maestro austríaco puede dividirse a grandes rasgos en tres bloques temporales: el primer bloque (1757-1761) se corresponde con su periodo al servicio del conde Carl von Morzin (n.º 1 - n.º 5); el segundo bloque en la corte Esterházy (1761-1790 pero con la última sinfonía para el público de Esterházy en 1781); y el tercer bloque (1782-1795) comprende las Sinfonías de París (n.º 82 - n.º 87) y las Sinfonías de Londres (n.º 93 - n.º 104). El 1 de mayo de 1761 el compositor firmó su contrato como vice-kapellmeister (más tarde kapellmeister) de la familia Esterházy, que nominalmente duró 48 años, hasta su muerte.
La composición de esta pieza se desarrolló en 1782. En este mismo año compuso el trío de las Sinfonías n.º 76, 77 y 78 con motivo de un viaje a Londres que nunca llegó a realizarse, casi una década antes de crear la primera de sus famosas Sinfonías de Londres. El 15 de julio de 1783 el compositor escribió a Boyer, su editor de París, lo siguiente:

«El último año compuse tres sinfonías preciosas, magníficas y de ninguna manera excesivamente largas, orquestadas para dos violines, viola, contrabajo, dos trompas, dos oboes, una flauta y un fagot; pero son demasiado sencillas y con pocas partes en concertante, para los caballeros ingleses, e intenté llevarlas allí para estrenarlas, pero una circunstancia frustró mi plan, por tanto te envió estas tres sinfonías para que las publiques.»

Boyer quería tener derechos en exclusiva sobre las sinfonías, pero Haydn se negó. Se desconoce cuál fue la circunstancia que impidió a Haydn ir a Inglaterra para presentarlas al público británico. Todas ellas son obras de gran calidad, que comparten ciertas similitudes con las doce sinfonías tardías que Haydn acabó llevando a Londres. La n.º 77 está considerada como la obra maestra de este trío. No sabe con certeza lo que sabía Haydn acerca de los gustos ingleses, pero estas tres sinfonías poseen un estilo brillante y elegante típico de compositores como Johann Christian Bach y Carl Friedrich Abel. Como se indica en la carta, los vientos tiene pocos compases en los que no apoyan las cuerdas, solo añaden color.

## Instrumentación
La partitura está escrita para una orquesta formada por:
- Viento madera: 1 flauta, 2 oboes y 2 fagotes.
- Viento metal: 2 trompas y [2 trompetas].
- Percusión: [timbales].
- Cuerda: una sección de cuerdas con 2 violines, viola, violonchelo y contrabajo.

Las partes para trompetas y timbales se añadieron con posterioridad. La sutileza está presente en la orquestación, ya que, a pesar de utilizar todos los vientos, éstos se integran perfectamente en el tejido dominado por las cuerdas. En cuanto a la participación del clavecín como bajo continuo en las sinfonías de Haydn existen diversas opiniones entre los estudiosos: James Webster se sitúa en contra; Hartmut Haenchen a favor; Jamie James en su artículo para The New York Times presenta diferentes posiciones por parte de Roy Goodman, Christopher Hogwood, H. C. Robbins Landon y James Webster. A partir de 2019 la mayor parte de las orquestas con instrumentos modernos no utiliza el clavecín como continuo. No obstante, existen grabaciones con clavecín en el bajo continuo realizadas por: Trevor Pinnock (Sturm und Drang Symphonies, Archiv, 1989-1990); Nikolaus Harnoncourt (n.º 6–8, Das Alte Werk, 1990); Sigiswald Kuijken (incluidas las Sinfonías de París y Londres; Virgin, 1988-1995); Roy Goodman (Ej. n.º 1-25, 70-78, 82-87; Hyperion, 2002).

## Estructura y análisis
La sinfonía consta de cuatro movimientos:
- I. Allegro, en mi bemol mayor 3
4
- II. Adagio, ma non troppo, en si bemol mayor 2
4
- III. Menuet. Allegretto – Trio, en mi bemol mayor 3
4
- IV. Finale. Allegro ma non troppo, en mi bemol mayor 2
2

La interpretación de esta obra dura aproximadamente entre 20 y 25 minutos. Estas tres sinfonías forman un triunvirato fascinantemente variado, que se inicia con la relajada n.º 76, le sigue la idiosincrásica n.º 77 y se clausura con la n.º 78 que es un sombrío e inquietante ensayo en do menor. Según el musicólogo H. C. Robbins Landon es común a las tres obras el estilo "intelectual" de Haydn, en el que los valores estructurales y emocionales están completamente integrados. La n.º 76 se distingue sutilmente de sus predecesoras por no pertenecer ni al estilo reaccionario ni al revolucionario. Aquí el compositor se desenvuelve con soltura, felizmente. De algún modo, esta mentalidad se traslada a la composición emocional de la música y evita ampliamente ser un mero hilado de notas escrito para complacer a un público reaccionario. Esta sinfonía representa la quintaesencia del compositor al igual que la Sinfonía n.º 4 de Beethoven o la Sinfonía n.º 6 de Bruckner lo hacen con sus creadores.

### I.Allegro
El primer movimiento, Allegro, está escrito en la tonalidad de mi bemol mayor, en compás de 3/4 y sigue la forma sonata. Para Reisig el movimiento de apertura podría soportar la crítica de estar en un nivel inferior de inspiración.

### II.Adagio, ma non troppo
El segundo movimiento, Adagio, ma non troppo, está en si bemol mayor y en compás de 2/4. El movimiento lento es un rondó con dos episodios. La primera de las dos instancias del estribillo están orquestadas para cuerdas solo y el final para toda la orquesta. El primer episodio está en menor y presenta a los vientos tocando suavemente sobre las cuerdas graves mientras que el segundo episodio es más agitado y presenta un tutti al completo. Cada recurrencia del estribillo es mejorada con una variación improvisada, por tanto cuando el estribillo final marca un acorde cadencia y se resuelva, el oyente no se sorprende por este hecho. Las excursiones del movimiento a una tonalidad menor sombríamente conmovedora parecen habitar a veces el mundo de los primeros románticos, Schubert y Weber vienen a la mente.

### III.Menuet. Allegretto– Trio
El tercer movimiento, Menuet. Allegretto – Trio, está en re mayor y en compás de 3/4. La atmósfera del Adagio se traslada al minueto, menos melancólico que el anterior pero cuyas largas frases en legato sugieren una salida festiva del abatimiento.

### IV.Finale.Allegro ma non troppo
El cuarto y último movimiento, Finale. Allegro ma non troppo, retoma la tonalidad y el compás es alla breve. El Finale es una sonata relajada, no mercurial, que termina con un rondó. El tema principal fue protagonizado por la flauta. Incluso las dinámicas rara vez superan el forte en este estudio templado pero cálido.

## Influencia
Aunque no se encuentra entre las sinfonías más conocidas de Haydn, el compositor británico Robert Simpson, gran admirador de la música de Haydn, citó un motivo del primer movimiento de la Sinfonía n.º 76 caracterizado por su ritmo con puntillo, en el segundo movimiento Scherzo de su Sinfonía n.º 4 de 1972. Con esta cita musical Simpson quería simbolizar la imperturbabilidad. El tema principal del Scherzo arremete contra él en vano y después de que desaparezca de la música, el tema del Scherzo se muestra aún más enfurecido que antes. En palabras del propio Simpson, citó la obra de Haydn en un contexto en el cual "la inocencia de Haydn es confrontada por nosotros con un problema; Haydn no está perturbado, pero nosotros sí".